# Archiv Českého vysokého učení technického v Praze
Archiv Českého vysokého učení technického v Praze je specializovaný archiv Českého vysokého učení technického v Praze akreditovaný 23. září 2008. Organizačně je archiv začleněný jako část Rektorátu, součást odboru kvestora, v jeho čele stojí vedoucí.
Metodicky je archiv ČVUT řízen Státním oblastním archivem v Praze. Archiv byl založen roku 1962 a sídlí v ulici Zikova 2 na Praze 6. K hlavním úkolům archivu patří metodický dohled nad spisovou službou univerzity, péče o archivní materiál spravovaný archivem, vystavování potvrzení o studiu, opisů diplomů atp. a zpracovávání a publikování studií k dějinám univerzity, vědy atechniky. Součástí archivu je i knihovna obsahující svazky k dějinám vědy a techniky. Knihy a archiválie archiv zpřístupňuje prezenčně v badatelně archivu po předchozí domluvě.

## Fondy asbírky
Archiv v současné době spravuje celkem 123 fondů a sbírek Národního archivního dědictví o rozsahu přibližně 2.000 bm, které jsou postupně inventarizovány.

### Historické fondy
Do této kategorie lze zařadit fondy zahrnující časové období do roku 1945. Obsahují mimo jiné studentské matriky, jsou tedy často badatelsky využívané pro genealogické účely. Mezi největší patří tyto fondy:
- Polytechnický ústav
- Česká vysoká škola technická
- Německá vysoká škola technická
- Vysoká škola inženýrského stavitelství
- Vysoká škola architektury a pozemního stavitelství
- Vysoká škola strojního a elektrotechnického inženýrství
- Vysoká škola chemicko-technologického inženýrství
- Vysoká škola obchodní
- Kloknerův ústav

### Fondy od 2. poloviny 20. století do současnosti
- K největším z nich patří fondy fakult a dalších součástí univerzity.
- Fakulta stavební ČVUT
- Fakulta strojní ČVUT
- Fakulta elektrotechnická ČVUT
- Fakulta architektury ČVUT
- Fakulta jaderná a fyzikálně inženýrská ČVUT
- Rektorát
- Projektový a vývojový ústav

### Osobní fondy
Archiv v současné době spravuje 68 fondů pedagogů a vědců pražské techniky. Tyto fondy byly archivu většinou darovány buď samotnými profesory a docenty nebo jejich rodinami. K nejznámějším osobnostem, které mají v archivu svůj fond, patří:
- Stanislav Bechyně
- František Běhounek
- František Klokner
- Bedřich Hacar
- Zdeněk Bažant
- Theodor Ježdík
- Vladislav Brdlík
- Ivan Puluj

### Sbírky
Tato kategorie obsahuje velmi různorodé druhy dokumentů, zahrnuje např.:
- Sbírka plánů a výkresů
- Sbírka zvukových dokumentů
- Sbírka obrazových dokumentů
- Sbírka medailí

## Věda a výzkum, publikační činnost
Archiv ČVUT je vedle Národního technického muzea a Archivu Vysokého učení technického v Brně dalším pracovištěm badatelsky zaměřeným na dějiny vědy a techniky a jejich osobností. Historii ČVUT se podařilo podrobně zmapovat do roku 1918 ve dvou svazcích publikace, jejímž autorem byl zakladatel a dlouholetý vedoucí archivu ČVUT, historik PhDr. Václav Lomič, CSc. Dílčí studie byly v 70. a 80. letech publikovány v periodiku Acta polytechnica. V současné době pracovníci archivu pravidelně přispívají do rubriky „Z archivu“ v časopise Pražská technika vydávaném nakladatelstvím ČVUT. Pracovníci se rovněž účastní odborných konferencí.

## Popularizační činnost
Archiv pořádá každý rok (většinou v červnu u příležitosti Mezinárodního dne archivů) pro širokou veřejnost den otevřených dveří.